# M4 (ミサイル)
M4はフランス海軍が運用していた潜水艦発射弾道ミサイル（仏 MSBS,Mer Sol Balistique Strategique）。ル・ルドゥタブル級原子力潜水艦向けのミサイルであり、一隻あたり16基搭載できる。

## 概要

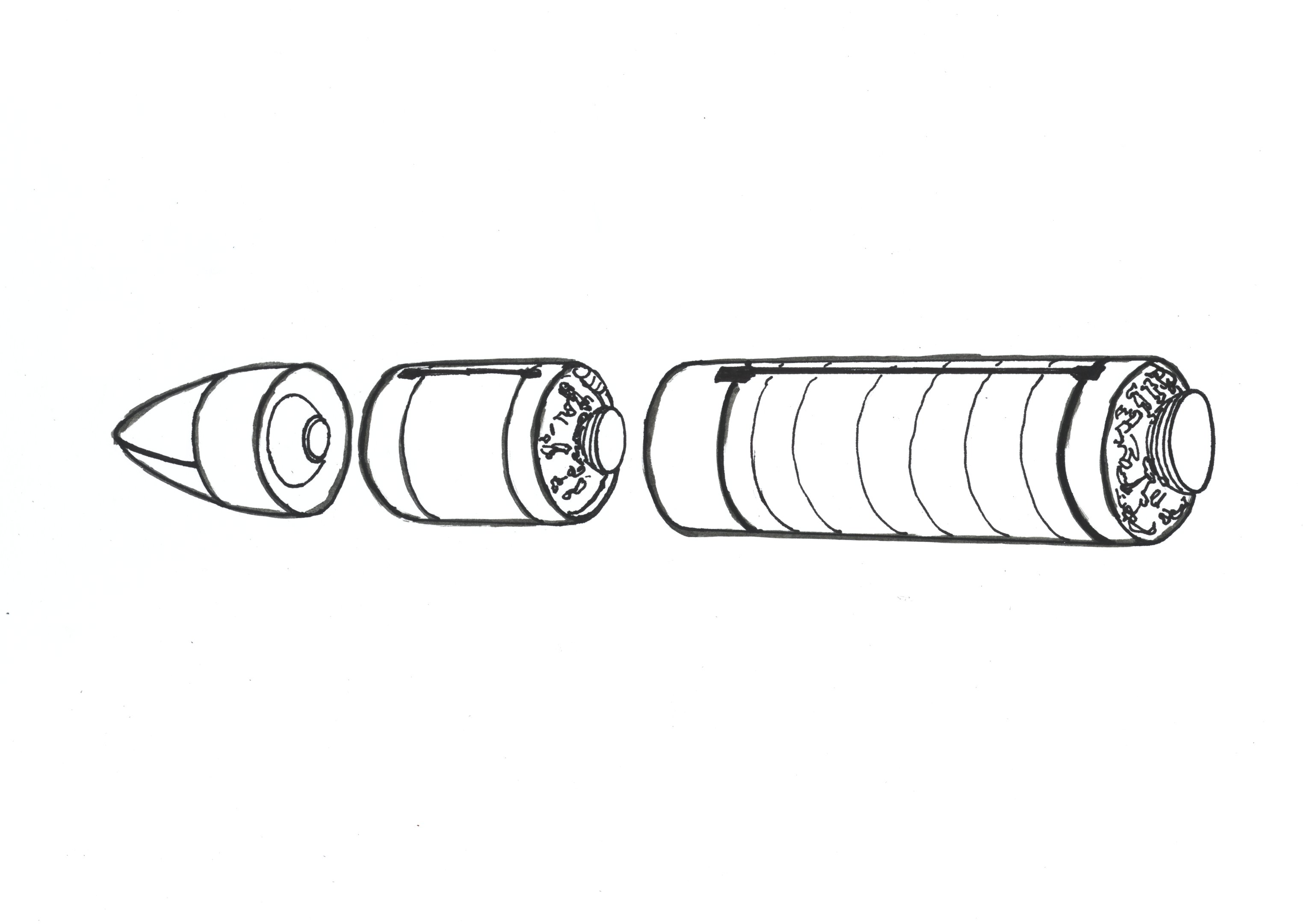
M4

フランスは、独自に核戦力の整備を行っており、その一環として、1970年代より潜水艦発射弾道ミサイルを配備してきている。M4はM20の後継として1985年5月1日より配備が開始された。
開発はアエロスパシアル。フランスのSLBMで初のMIRV(多弾頭式)であり、6個の核弾頭を有している。M20よりも大型化し、全長・直径・重量とも増大している。搭載に際してはミサイル適合改良工事が必要であり、ル・ルドゥタブル(S610)には工事が行われず搭載されなかった。その他のル・ルドゥタブル級原子力潜水艦の各艦には工事後、搭載されている。後期型のM4Bは、1987年より配備が開始され、搭載核弾頭がTN70（核出力150kt）から軽量化されたTN71に変更となったこともあり、射程が約1,000km延びている。
1997年からは、サイズはほぼ同じながら、射程が延長した改良型のM45の配備が開始され、M4との更新が行われた。

## 要目
- 3段式ミサイル
- 全長：11.05 m
- 直径：1.93 m
- 重量：36 t
- 弾頭：6基 （M4A TN70核弾頭、M4B TN71核弾頭）
- 射程：4,000 km(M4A)、5,000 km(M4B)